# Shiplake
Shiplake es una parroquia civil y eclesiástica al condado de Oxfordshire, en el margen occidental del río Támesis.
Está 9 km del noroeste de Reading y 4.5 km del sud de Henley, más conocida por ser el lugar habitual de celebración de la regata en el mes de julio.
Coppid Hall en Shiplake es el sede de los barones Phillimore.

## Véase también

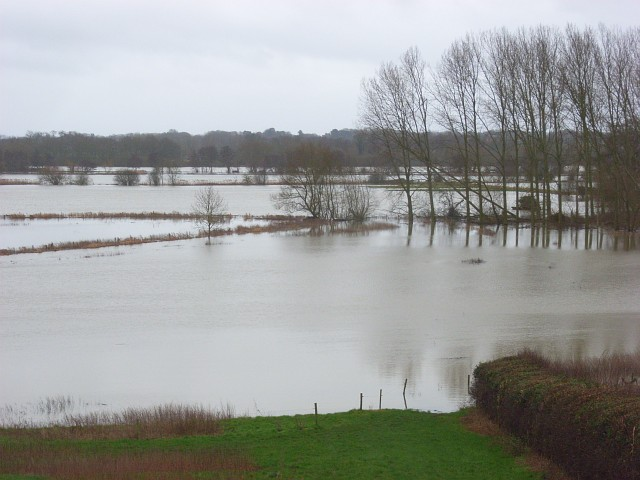
Shiplake en Oxfordshire